# رادودج
رادودج (بالفارسية: رادودج) هي منطقة سكنية تقع في البلدة المركزية في إيران. يقدر عدد سكانها بـ 746 نسمة بحسب إحصاء 2016.